# Pleubian
Pleubian (bret. Pleuvihan) – miejscowość i gmina we Francji, w regionie Bretania, w departamencie Côtes-d’Armor.
Według danych na rok 1990 gminę zamieszkiwały 2963 osoby, a gęstość zaludnienia wynosiła 147 osób/km² (wśród 1269 gmin Bretanii Pleubian plasuje się na 189. miejscu pod względem liczby ludności, natomiast pod względem powierzchni na miejscu 496.).